# Cinema espressionista
Il cinema espressionista è una delle avanguardie del cinema tedesco degli anni dieci e venti del XX secolo.

## Contesto artistico
Espressionismo è un termine che può essere usato con vari significati. Nel senso più generico indica una tendenza dell'arte che porta a forzare parole o immagini verso un'espressività molto intensa, maggiore di quella naturale: in questo senso ogni forma artistica, in quanto interpretazione della realtà, può essere "espressionista".
Con Espressionismo si intende anche un movimento artistico ben preciso, quello fiorito in Germania all'inizio del Novecento, che trovò un grande riscontro inizialmente nella pittura, poi anche nella letteratura, nel teatro, nella musica e nel cinema. Il movimento assunse una sua fisionomia precisa tra il 1910 ed il 1924. Le sue caratteristiche essenziali erano una forte distorsione del segno (sia esso la frase poetica, la linea pittorica, il gesto teatrale o l'inquadratura cinematografica), un "grido anarchico" (Urschrei) che rompeva gli schemi dell'arte tradizionale.
Mentre le altre forme d'arte furono tra loro coeve, per motivi sia tecnici sia storici, l'Espressionismo cinematografico si affermò con circa un decennio di scarto rispetto alle altre manifestazioni artistiche, soprattutto per lo sviluppo della casa di produzione cinematografica tedesca U.F.A., che produsse quasi l'intera totalità dei film espressionisti.

## Cinema espressionista
Nel cinema, i confini dell'espressionismo sono molto controversi: alcuni indicano come espressionista tutta la cinematografia tedesca non tradizionale fino al 1933 (escluso il cinema astratto). Altri, come la storica Lotte Eisner, hanno scavato più in profondità schematizzando con più accuratezza le numerose tendenze cinematografiche di quel periodo, arrivando a individuare almeno tre tipologie principali: l'espressionismo vero e proprio, il Kammerspiel e la Nuova oggettività. Secondo questa impostazione arriva a esistere un solo film espressionista puro, vero e proprio manifesto paradigmatico, Il gabinetto del dottor Caligari di Robert Wiene (1920). Tratti espressionisti si ritroverebbero poi, più o meno evidenti, in una serie di altri film.
Secondo altri invece l'espressionismo è uno stile più diffuso, che caratterizza film molto diversi tra loro, come anche le opere di Murnau, Lang, Pabst, Paul Leni ecc.

## Caratteristiche
Per operare distorsioni "espressioniste" nel cinema, che sostituivano alla descrizione oggettiva della realtà una percezione soggettiva, si dovettero recuperare tutti quei trucchi speciali del vecchio cinema delle attrazioni, in modo da ricreare mondi irreali, distorti, allucinatori. Anche il contenuto si adattava a temi misteriosi e soprannaturali, prese dal regno delle ombre e dall'universo delle creature del male, potenziate dalle possibilità del cinema. L'uso di modalità stilistiche esasperate e deformate suscitava nel pubblico sensazioni ed emozioni forti.
Grande importanza nella creazione di questi mondi irreali ebbe la scoperta del cosiddetto effetto Schüfftan, dal nome del grande fotografo Eugen Schüfftan, che permetteva la creazione di mondi virtuali a costi molto bassi rispetto alle scenografie. Esso consisteva nell'uso di cartoni disegnati che venivano proiettati e ingigantiti con un gioco di specchi, fino a divenire sfondo di una parte dell'inquadratura, mentre in un'altra si muovevano gli attori in carne ed ossa, magari inquadrati da lontano. Nacquero così intere città fantasma e architetture vertiginose, vere e proprie antenate del blue screen contemporaneo. L'esempio più evidente dell'utilizzo di tale metodo nel cinema espressionista tedesco è costituito dall'imponente e moderna città che dà il nome al film Metropolis (1927), resa gigante proprio dall'impiego del metodo Schüfftan.
Un'altra caratteristica che fece la forza del cinema tedesco di quegli anni è l'uso del primo piano con effetti demoniaci e persecutori o, viceversa, vittimistici e perseguitati. Il grande valore espressivo dei volti tenebrosi, truccati pesantemente o dalle espressioni sovraccariche, venne sfruttato in maniera coerente per la prima volta proprio nella Germania di questo periodo.
Prominente fu l'uso di fondali dipinti (di derivazione teatrale), che portò ad una subordinazione dei personaggi, che alle scenografie dovevano adattarsi. Angoli acuti, ombre marcate e recitazione spigolosa sono comunque i capisaldi dell'espressionismo.

## Caligari

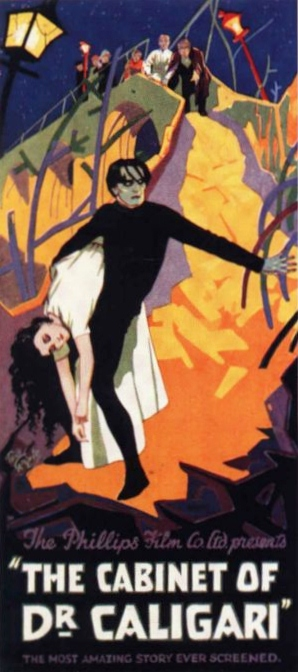
Locandina del film Il gabinetto del dottor Caligari

Il gabinetto del dottor Caligari fu il film simbolo dell'espressionismo, quello in cui si ritrovano tutte le caratteristiche fondamentali del movimento. Quando venne girato, nel 1920, l'espressionismo nell'arte era già un movimento noto e conosciuto, per cui il film ne segnò il punto più alto, aprendo una nuova strada anche nella cinematografia.
La trama è composta come un gioco a scatole cinesi: un giovane, Francis, racconta a un anziano amico una sinistra vicenda avvenuta nel suo paese natale e che ha come protagonisti l'ambulante dott. Caligari e il suo sonnambulo Cesare. Caligari mostra il sonnambulo alla fiera del paese come fenomeno da baraccone ma, durante la loro permanenza, iniziano ad avvenire alcuni misteriosi delitti, che culminano col rapimento dell'innamorata di Francis, Jane, da parte di Cesare. Mettendosi sulle tracce del rapitore, Francis arriva ad incolpare il sonnambulo e trovano Caligari che ha trovato rifugio in un manicomio, del quale è direttore. Avvertiti i medici, Francis capisce che il vero colpevole è Caligari e, leggendo il suo diario dove, scopre che intendeva emulare un omonimo dottore del XVIII secolo, che comandava un sonnambulo contro la sua volontà, facendogli commettere efferati delitti. Caligari, che ammette la sua follia, viene allora rinchiuso in una cella, ma poco dopo si scopre che anche Franz vive nel manicomio: in realtà il matto è lui, che è ossessionato dalla figura del direttore della clinica e che ha costruito la storia usando i pazienti della clinica come personaggi. Il direttore nell'ultima didascalia esclama: "Ora so come curarlo".
Le scenografie dipinte sono opera di due pittori e scenografi espressionisti: Walter Reimann e Walter Röhrig, ambedue ispirati dai modelli pittorici di Kirchner.
La storia di accuse reciproche tra i personaggi è già di per sé delirante, ma quello che scuote lo spettatore è la caratterizzazione delle inquadrature, girate in scenografie allucinate dalla geometria impossibile, con spigoli appuntiti, ombre minacciose, strade serpentine che diventano vicoli ciechi. I personaggi recitano col volto pesantemente truccato, in particolare il sonnambulo, che ha gli occhi cerchiati di nero. Il mondo distorto, opprimente e antinaturalistico, sottintende la creazione della mente malata di Franz, ma riecheggia palesemente le opere di Kirchner o anche le scenografie futuriste di Enrico Prampolini in Thaïs, che probabilmente fu il diretto antenato degli scenografi espressionisti.
Il film è girato tramite lunghe inquadrature fisse, con poco montaggio, che crea una sorta di bidimensionalità, oltre all'effetto asfissiante che l'inquadratura sia chiusa su sé stessa, come se fosse un mondo a parte, al di fuori della quale non esiste nulla.

## Altri film
Caligari segnò il film con la massima distorsione dell'immagine e la presenza di tutti gli elementi espressionisti. Vi furono poi una serie di film dove queste stesse caratteristiche sono presenti in misura minore oppure non in maniera contemporanea: alcuni con le deformazioni soggettive delle scenografie; altri con l'uso esasperato di luci e ombre (spesso proiettate con tagli orizzontali), magari usate metafisicamente, come simbolo dello scontro tra bene e male; altri ancora con gli attori che recitano in maniera caricata, che trasforma tutto in una smorfia di dolore; altri infine che creano uno spazio bidimensionale, piatto, con lo sfondo disegnato.
Tra i migliori esempi vi furono: 
- Lo studente di Praga (Der Student von Prag, 1913) di Stellan Rye, dove un giovane vende la sua anima al diavolo
- La bambola di carne (Die Puppe, 1919) di Ernst Lubitsch.
- Il Golem  (Der Golem, 1914) e Il Golem - Come venne al mondo (Der Golem: Wie er in die Welt kam, 1921) di Paul Wegener, che rispolverano la leggenda cabalistica dell'uomo di argilla
- Genuine (1920) di Robert Wiene.
- Von morgens bis mitternachts (1920) di Karlheinz Martin.
- Destino (Der müde Tod, 1921) di Fritz Lang, dove la protagonista sfida la Morte nel suo faraonico tempio pieno di candele (che simboleggiano le vite umane)
- Nosferatu il vampiro (Nosferatu, eine Symphonie des Grauens, 1922)  di Friedrich Wilhelm Murnau, primo adattamento cinematografico di un vampiro ispirato a Dracula.
- Il dottor Mabuse (Dr. Mabuse, der Spieler, 1922) di Fritz Lang.
- Ombre ammonitrici (Schatten, 1923) di Arthur Robison.
- La strada (Die Straße), 1923) di Karl Grune.
- Il gabinetto delle figure di cera  (Das Wachsfigurenkabinett, 1924) di Paul Leni.
- Metropolis, (1927) di Fritz Lang.
- M - Il mostro di Düsseldorf (1931) di Fritz Lang.

Altri film, più vicini forse al Kammerspiel, sicuramente più intimisti, hanno comunque elementi riconducibili all'Espressionismo, come La rotaia e La notte di San Silvestro di Lupu Pick. 
Circoscritte ad un limitatissimo numero di ambientazioni, attori e didascalie, le due opere di Pick sono caratterizzate soprattutto dalla psicologia fragile e sofferente dei personaggi che, tra poche mura che sembrano costituire l'intero universo, vivono i loro drammi.

## Figure intermedie
Al di là delle scelte comuni, ogni regista seppe dare, secondo la propria personalità, apporti ed interpretazioni diverse della scelta espressionista. Tra le figure a margine del movimento, magari ispirate all'estetica espressionista in maniera più o meno forte solo in alcune opere, ci furono i grandi maestri come Fritz Lang e Friedrich Wilhelm Murnau.
La fine del cinema espressionista è segnata da Metropolis di Fritz Lang nel 1927. A partire dalla seconda metà degli anni venti, infatti, la produzione tedesca di film muti, caratterizzata dalla mescolanza di stili e generi presente anche in tutti gli altri paesi d'Europa, subì anch'essa il comune processo di "americanizzazione". I registi, a un certo punto della loro carriera, sentirono la necessità di emigrare all'estero, attirati dalla crescente fama di Hollywood. A dare un secondo forte impulso a questa migrazione fu l'avvento del regime nazista, instaurato nel 1933 da Adolf Hitler, che influenzò tutta l'arte tedesca, non solo il cinema. Numerosi tra registi, attori ed altri personaggi impegnati in ambito cinematografico decisero di lasciare la madrepatria, insieme a molti altri protagonisti della scena culturale.
In tempi più recenti, Hitchcock in Io ti salverò (1945) riprese le tecniche espressioniste per rappresentare un incubo del protagonista.